# Bergeria
Bergeria is een geslacht van vlinders van de familie spinneruilen (Erebidae), uit de onderfamilie Arctiinae.

## Soorten
- B. avellana Kiriakoff, 1957
- B. bourgognei Kiriakoff, 1952
- B. fletcheri Kiriakoff, 1957
- B. haematochrysa Kiriakoff, 1952
- B. octava Kiriakoff, 1961
- B. ornata Kiriakoff, 1959
- B. schoutedeni Kiriakoff, 1952
- B. tamsi Kiriakoff, 1952